# Yelena Plotnikova
Yelena Mikhaylovna Plotnikova (em russo:  Елена Михайловна Плотникова; Moscou, 26 de julho de 1978) é uma ex-jogadora de voleibol da Rússia que competiu nos Jogos Olímpicos de 2004.
Em 2004, ela fez parte da equipe russa que conquistou a medalha de prata no torneio olímpico, no qual atuou em oito partidas.